# Målarskolan Forum

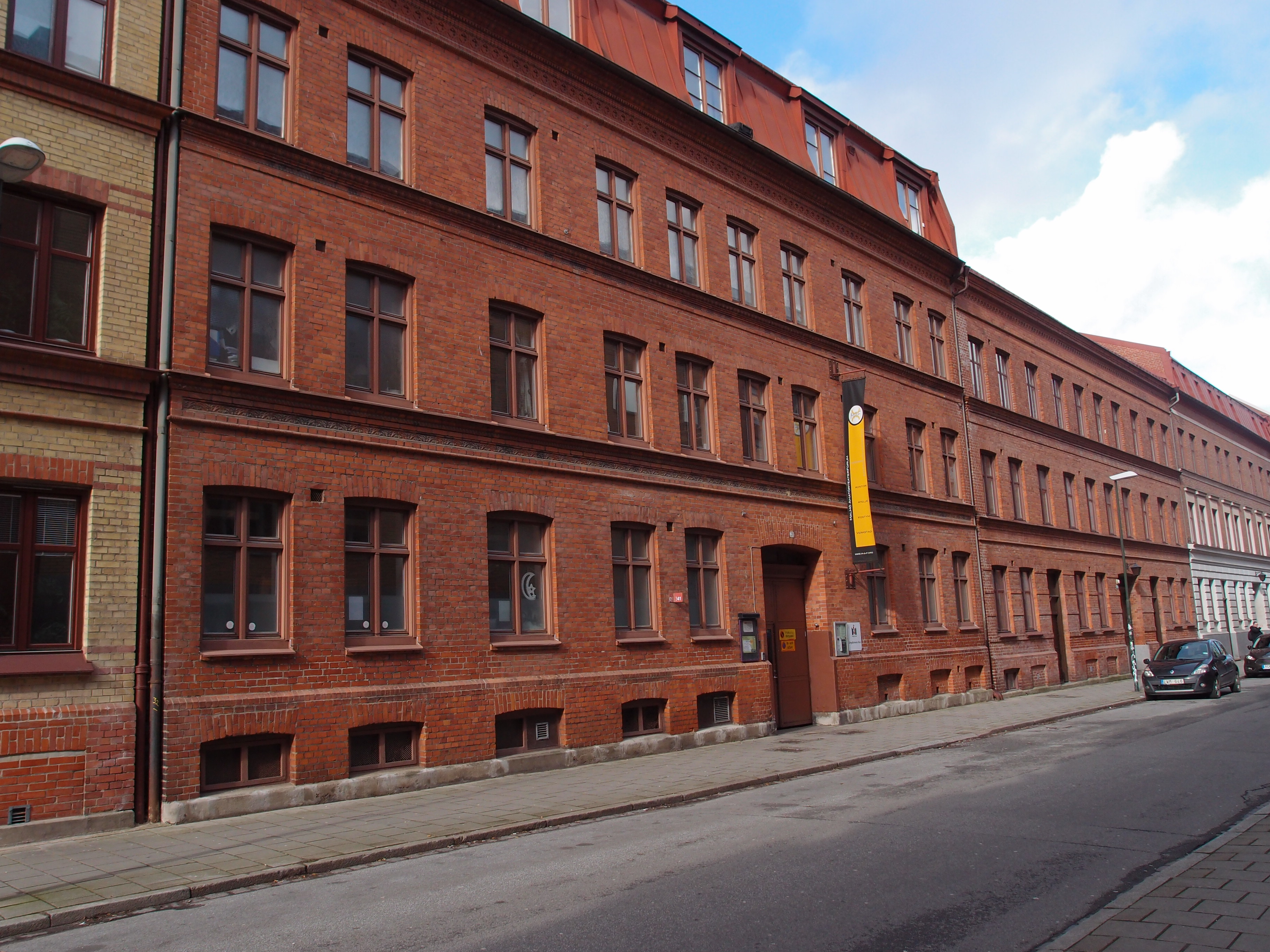
I Ungdomens hus på Torpgatan 21 i Malmö fick Målarskolan Forum sina första lokaler 1961.

Målarskolan Forum var en skola i Malmö för högre konstnärlig yrkesutbildning som startade 1961 på initiativ av några konstnärer och ABF. Den kallades senare Malmö målar- och skulpturskola Forum och Malmö Konstskola Forum. Parallellt fanns från 1964 Grafikskolan Forum, också den med ABF som huvudman. När Malmö konsthögskola öppnade 1995 upphörde de båda Forum-skolorna och deras elever fördes över till konsthögskolan.

## Historik

### 1961-1964

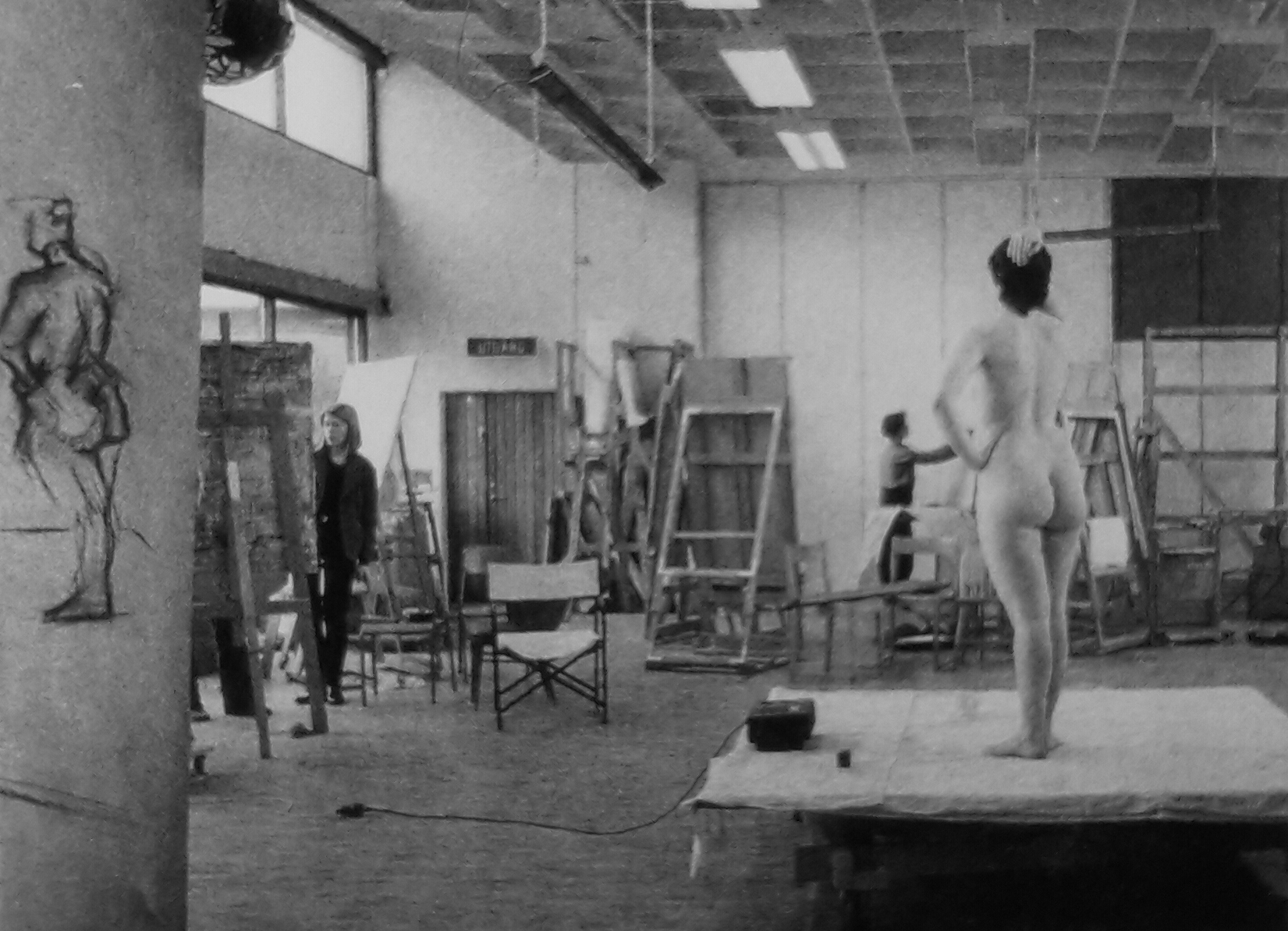
Krokiteckning vid Målarskolan Forum

Målarskolan Forum startade hösten 1961 efter initiativ från konstnärer som såg ett behöv av högre yrkesutbildning för konstnärer i Malmö. ABF stod som huvudman. Malmö stad täckte hyreskostnaderna för tre rum i Ungdomens hus på Torpgatan 21 och bidrog med lön till lärare och modell. Gösta Lindqvist hade verkat som lärare för kvällskurser i måleri på ABF i Malmö och han blev skolans huvudlärare. Namnet Målarskolan Forum hade valts av Lindqvist. Det gavs både en dagkurs och en mindre omfattande kvällskurs. Målarskolan fungerade de första åren främst som en förberedande utbildning inför fortsatta studier vid någon konsthögskola. Senare förändrades skolan, fler ämnen tillkom och kraven skärptes.
Eleverna erlade terminsavgift, 320 kr för dagkursen. Man ville ha låga avgifter för att motverka social skiktning, men eftersom det då inte fanns möjligheter att få studiemedel blev det ändå ganska få elever som kunde bedriva heltidsstudier.
Lärare fanns på skolan två dagar i veckan, men lokalerna var öppna varje dag. Det fanns ingen utarbetad kursplan utan det var Lindqvists intressen som präglade skolan. Han hade själv lärt sig måleri på Essem-skolan i Malmö 1950-1951. Undervisningen där var de klassiska disciplinerna, teckna och måla modell, stilleben och landskap. Han använde sedan samma upplägg på Forum. Viss kritik utifrån menade att skolans konstsyn var föråldrad. Det gavs veckoslutskurser i färglära och eleverna fick stifta bekantskap med grafik, däremot fanns ingen undervisning i skulptur.

### 1964-1987
Gösta Lindqvist lämnade skolan 1964 för att ägna sig år sitt eget konstnärskap. Gerhard Nordström blev som lärare konstnärligt ansvarig för Målarskolan Forum från 1964 till 1987, under tiden 1966-1983 tillsammans med Staffan Nihlén. Deras nära samarbete under nästan tjugo år kom att i hög grad prägla skolans verksamhet. Pedagogiken byggde på deras egna studieerfarenheter. Båda hade gått på Konstakademien i Stockholm men de var kritiska till undervisningen där som de ansåg misstrodde värdet av praktiska kunskaper. De ville att konstskolan skulle förmedla breda yrkeskunskaper. Det är först när man har lärt sig grunderna som man kan bryta mot dem och skapa något eget, menade de. Eleverna skulle lära sig att tillverka sitt eget material och känna till olika processer. Modellstudier var viktiga. 
Skolan var alltså till en början främst inriktad på det konstnärliga hantverket. Gerhard Nordström undervisade i stilleben- och modellmåleri. Efter hand tillkom skulptur, teoriämnen och föreläsningar. Poeter, filosofer och musiker inbjöds. Man diskuterade. Konsthistoria och konstteori blev viktiga. Studietiden förlängdes, först till fyra år och sedan till fem år. 
1976 övertog Östra Grevie folkhögskola huvudmannaskapet från ABF, som dock fortsatte att sköta administrativa uppgifter. Genom bytet av huvudman blev eleverna nu berättigade till studiemedel.
De gamla lokalerna i Ungdomens hus blev för små. Skolan huserade 1973-1977 i en rivningsfastighet på Spångatan men även här var det trångt och dessutom kallt, dragigt och mörkt. 1977 flyttade man till Lindängen i södra Malmö. MKB, Malmö kommunala bostads AB, hade där lediga lägenheter som Forum fick hyra.

### 1987-1995
Nihlén och Nordström lämnade skolan på 1980-talet. Deras efterträdare omdanade skolan radikalt. Några av de nya lärarna hade erfarenheter från Kunstakademiet i Köpenhamn med dess mera teoretiska (poststrukturalistiska) inriktning. Krokiteckning och praktiskt hantverkskunnande tonades ner, nya konstformer tillkom. Den äldre konsthistorien fick mindre utrymme, istället betonades det dagsaktuella. Det gavs avancerade föreläsningar kring semiotik och filosofi, alltför avancerade menade vissa elever. Inte minst fick eleverna lära sig att kunna prata om sin konst och att diskutera. Den första kvinnliga läraren anställdes, Anette Abrahamsson.
Under den här tiden startade också Forumgalleriet, ett galleri på Stora Nygatan i centrala Malmö. Det tillkom efter ett elevinitiativ och drevs av Forumelever. Galleriet visade både elevutställningar och verk av andra konstnärer. 

### Vägen till konsthögskola
Det hade sedan 1950-talet framförts önskemål om att en konsthögskola för högre yrkesutbildning skulle etableras i södra Sverige. När Målarskolan Forum öppnade 1961 kan det i efterhand ses som ett första steg på den vägen. Då sågs den treåriga utbildningen snarare som en förberedelse för dem som ville gå vidare till de etablerade högskolorna i Stockholm, Göteborg och Köpenhamn. Även sedan de båda Forum-utbildningarna blivit femåriga, och trots att de ansågs hålla hög kvalitet, var det vanligt att elever efter ett par år valde att söka sig till de mer resursstarka konsthögskolorna. Målarskolans elever kan också ha sökt en utbildning som var mer i takt med tiden, alltså haft en annan konstsyn än den som präglade Forum på Nordströms och Nihléns tid.
Från 1960-talet och framåt försökte lärare och elever vid de båda Forumskolorna, akademiker vid Lunds universitet och ABF få Malmös politiker att driva frågan om en konsthögskola, vilket politikerna också gjorde. Det framlades även riksdagsmotioner i ärendet.
- I den statliga utredningen Högskolor för konstnärlig utbildning (SOU 1970:66) föreslogs att en konsthögskola skulle förläggas till Malmö/Lund, men förslaget blev inte verklighet.[4]
- 1974 uppvaktade företrädare för Malmö stad, ABF och KRO regeringen för att få ekonomiskt stöd till Forum-skolorna men fick avslag.[5]
- Lärare och elever skrev insändare i lokalpressen.[6]
- Lunds universitet föreslog 1988 att en konsthögskola skulle skapas i Malmö/Lund. I en serie inlägg i Sydsvenska Dagbladet argumenterade företrädare för Forum och för Lunds universitet för förslaget, men Universitets- och högskoleämbetet avslog av ekonomiska skäl.[7]
- Den statliga utredningen Konstnärlig högskoleutbildning (SOU 1992:12) var positiv till att i en framtid inrätta en konsthögskola i Malmö, dock inte de närmsta åren.[8]
- Nya regler 1993 gjorde det möjligt för universiteten att själva inrätta utbildningar. Den 22 mars 1993 beslöt Lunds universitet att starta ”utbildning i fri konst”, alltså en konsthögskola, om lokalfrågan kunde lösas. Malmö stad erbjöd lokaler i centrala Malmö, gamla Mellersta Förstadsskolan vid Föreningsgatan. Höstterminen 1995 öppnade Malmö konsthögskola. De båda Forum-skolorna upphörde och deras elever fördes över till den nya skolan.[7][9]